# Os Lusíadas

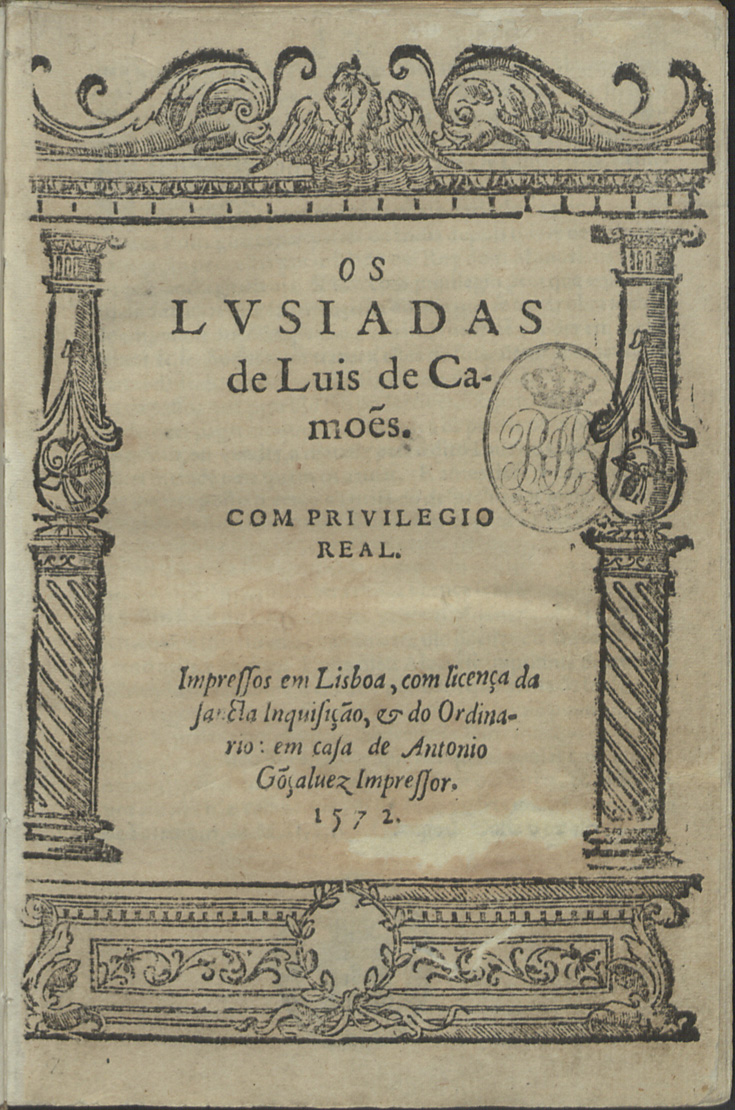
De voorkant van de eerste editie van Os Lusíadas (1572).

Os Lusíadas, in het Nederlands vertaald als De Lusiaden, is een episch gedicht van schrijver Luís Vaz de Camões. Het wordt gezien als het nationale epos van Portugal. Waarschijnlijk werd het werk afgerond in 1556, maar het werd pas in 1572 voor het eerst uitgegeven, in het classicistische tijdperk van de literatuur. Het werk is geschreven in een Homerische stijl en is grotendeels gebaseerd op het Romeinse epos de Aeneis van Vergilius en de Griekse epen de Ilias en de Odyssee van Homerus.
Het werk bestaat uit 10 canto's en 1102 strofes, met het vaste rijmschema AB AB AB CC. De centrale gebeurtenis van het werk is de reis van ontdekkingsreiziger Vasco da Gama naar India, aan de hand waarvan andere delen van de Portugese geschiedenis worden beschreven. Het is een lofzang over Portugal en het Portugese volk.
De titel heeft betrekking op de bewoners van Hispania Lusitania, de Romeinse provincie die ongeveer overeenkomt met wat nu Portugal is. 

## Nederlandse vertalingen
Twee integrale vertalingen van het werk zijn verschenen in het Nederlands:
- De Lusiade van Louis Camoëns. Heldendicht in X Zangen, prozavertaling van Lambertus Stoppendaal uit het Frans, 1777
- De Lusiaden, versvertaling van Arie Pos uit het Portugees, 2012, ISBN 9789045064673